# Spokane International Railroad
Le Spokane International Railroad (sigle de l'AAR:SI) était un chemin de fer américain de classe I qui opérait dans l'État de Washington aux États-Unis et en Colombie-Britannique au Canada.

## Histoire
Cette petite ligne fut construite par Daniel Chase Corbin grâce à un accord de financement par le Canadien Pacifique. Elle commença son exploitation le 31 décembre 1887 sous le nom de Spokane International Railway, reliant Spokane à Kingsgate, Colombie-Britannique près de la frontière avec l'Idaho. Le Canadien Pacifique pouvait alors se connecter avec l'Union Pacific Railroad (UP) et la ville de Portland, Oregon. De plus comme le CP contrôlait le Minneapolis, St. Paul and Sault Ste. Marie Railway (Soo Line) et ses connexions vers Minneapolis, Minnesota / Saint-Paul, Minnesota et Chicago, Illinois, il pouvait avec la portion complémentaire du Spokane International, entrer en concurrence avec le Northern Pacific Railway et le Great Northern Railway pour le transport entre le Midwest et la région du Puget Sound (grâce à un partenariat avec l'Oregon-Washington Railroad and Navigation Company, filiale de l'Union Pacific Railroad, à l'ouest de Spokane).
Un train express de voyageurs fut rapidement mis en place sous le nom de Soo-Spokane Train De Luxe.
La grande dépression entraina des difficultés financières qui le conduisirent à la faillite. Le 1er octobre 1941, il fut réorganisé sous le nom de Spokane International Railroad.
L'Union Pacific prit le contrôle le 6 octobre 1958. En 1962, l'UP loua 11 locomotives ALCO RS-1 du SI. Les locomotives et les cabooses furent ensuite repeints aux couleurs jaune et grise de l'UP, mais conservèrent leur marquage SI. Cette même année, l'UP vendit 4 de ses anciens cabooses métalliques au SI. L'Union Pacific fusionna le SI le 31 décembre 1987. 
Cette ligne reste un axe important de communication entre le nord-ouest des États-Unis et le sud de la Colombie-Britannique.